# Urnenhain Kleinmünchen
Der Urnenhain Kleinmünchen zählt zur Gruppe der Friedhöfe in Linz und befindet sich im Stadtteil Kleinmünchen. Er besteht seit dem Anfang des 19. Jahrhunderts und umfasst ein rechteckiges Areal von rund 9000 m² sowie eine Aufbahrungshalle. Der Urnenhain Kleinmünchen wird von der Linz AG betrieben und vom Stadtfriedhof Linz/St. Martin aus betreut.

## Geschichte
Der ursprüngliche Friedhof der bis zum Anfang des 20. Jahrhunderts selbständigen Gemeinde Kleinmünchen entwickelte sich um die Kirche der Gemeinde. Diese ist bereits aus der Zeit vor 1200 als dem heiligen Quirinus geweihte Holzkirche nachweisbar, um der bereits Bestattungen durchgeführt wurden. Ausgrabungen am Areal der alten Kirche förderten neben sakralen Holzbauten, Fundamenten einer Chorquadratkirche sowie auch Teile eines ehemaligen Friedhofs zu Tage, deren Alter bis ins 10. Jahrhundert zurückreicht. Die Verstorbenen der Pfarre Kleinmünchen dürften bis zum Beginn des 19. Jahrhunderts um die alte Quirinuskirche bestattet worden sein. Danach musste der Friedhof im Zuge des Bevölkerungswachstums auf ein größeres Areal verlegt werden.
Der neue Friedhof wurde auf einem Grundstück am Südrand des heutigen Wasserwaldes neu angelegt. Die Straße, an der der Friedhof liegt, hieß ursprünglich Friedhofstraße, wurde jedoch 1934 nach Johann Heinrich Pestalozzi in Pestalozzistraße umbenannt.
1938 wurden die Gebeine von rund 1600 Verstorbenen vom stillgelegten Friedhof der Pfarre St. Peter in der Zizlau hierher verlegt, da der gesamte historische Stadtteil St. Peter mit damals 4.500 Einwohnern dem Bau der Hermann-Göring-Werke weichen musste. Der Friedhof St. Peter war dabei eigentlich als neuer Stadtfriedhof von Linz vorgesehen gewesen, die Umbettung soll 40.000 Reichsmark verschlungen haben.
Der Kleinmünchner Friedhof wurde schließlich Ende des 20. Jahrhunderts in einen Urnenhain umgewandelt. Die bestehenden Erdgräber wurden großteils belassen, jedoch werden keine Erdbestattungen mehr durchgeführt. Die noch bestehenden Grabmale sollen nach und nach durch Urnengräber ersetzt werden.